# Anselmo Sule
Vladimir Anselmo Sule Candia (Santiago, 27 de enero de 1934 - ibíd., 7 de junio de 2002) fue un abogado y político chileno, militante del Partido Radical (PR), del cual ejerció como presidente entre 1972 y 1973; posteriormente militó en el Partido Radical Socialdemócrata (PRSD), el que también presidió, desde 1994 hasta su muerte en 2002. Se desempeñó como senador de la República en dos periodos legislativos no consecutivos: 1969-1973 y 1990-1998 (en representación de la Región del Libertador Bernardo O'Higgins). Paralelamente ejerció como uno de los catorce vicepresidentes de la Internacional Socialista (IS) entre 1976 y 1986, destacándose por su denuncia internacional a los crímenes de lesa humanidad durante la dictadura militar del general Augusto Pinochet (1973-1990).

## Biografía

### Familia y estudios
Nació en la ciudad de Santiago, el 27 de enero de 1934, hijo de Anselmo Sule Redovnicovic y Rosa Candia Gamonal. Pasó su infancia en la ciudad de Los Andes y realizó sus estudios secundarios en el Liceo de Hombres de dicha ciudad, donde fue presidente del Centro de Alumnos y miembro de la Academia Literaria de ese plantel. Finalizada su etapa escolar ingresó a la Facultad de Derecho de la Universidad de Chile, donde se licenció en ciencias jurídicas y sociales; titulándose como abogado en 1956 con la tesis El sindicalismo argentino.
En su alma mater fue ayudante en las cátedras de derecho romano, derecho internacional público, derecho procesal y desde 1957, del Seminario de derecho privado. A partir de 1958 comenzó a desempeñarse como profesor de la Escuela Sindical de la Universidad de Chile. El 1 de febrero de ese año contrajo matrimonio, en la ciudad de Osorno, con Fresia Fernández Guarda, con quien tuvo tres hijos: Tatiana, Claudio y Alejandro Miguel, este último fue diputado en representación del distrito n° 33 de la Región Metropolitana de Santiago, por el período  2006-2010.

### Vida personal
En 1962 ocupó el cargo de consejero nacional del Colegio de Abogados, el que desempeñó por dos períodos consecutivos. Sule cumplió a cabalidad con la popular frase «radical, masón y bombero», ya que, además de su carrera política, fue integrante de la Logia 74 Luz de Oriente y voluntario del Cuerpo de Bomberos.
Durante su vida personal fue amigo de políticos de izquierda destacados como Erich Honecker, Tony Blair y Fidel Castro.

## Carrera política

### Inicios y primer periodo como senador (1950-1973)
Inició tempranamente su trayectoria política incorporándose al Partido Radical (PR) en 1950. Desempeñó importantes cargos dentro de su colectividad, siendo presidente de la Juventud Radical (1959-1962) secretario general (1965-1967), vicepresidente nacional (1967-1969) y presidente (desde el 9 de abril de 1972).
En las elecciones parlamentarias de 1969 fue elegido como senador por la Quinta Agrupación Provincial de O'Higgins y Colchagua, para el período legislativo 1969-1977. En 1970 fue miembro de la Comisión que redactó el llamado Estatuto de Garantías Democráticas exigido por la Democracia Cristiana (DC) para votar por el candidato socialista Salvador Allende en el Congreso Pleno. El golpe de Estado del 11 de septiembre de 1973, puso término anticipado a su período parlamentario. El Decreto-Ley 27, del 21 de septiembre de ese año, disolvió el Congreso Nacional y declaró cesadas las funciones parlamentarias a contar de la fecha.

### Exilio y vicepresidente de la Internacional Socialista (1973-1989)

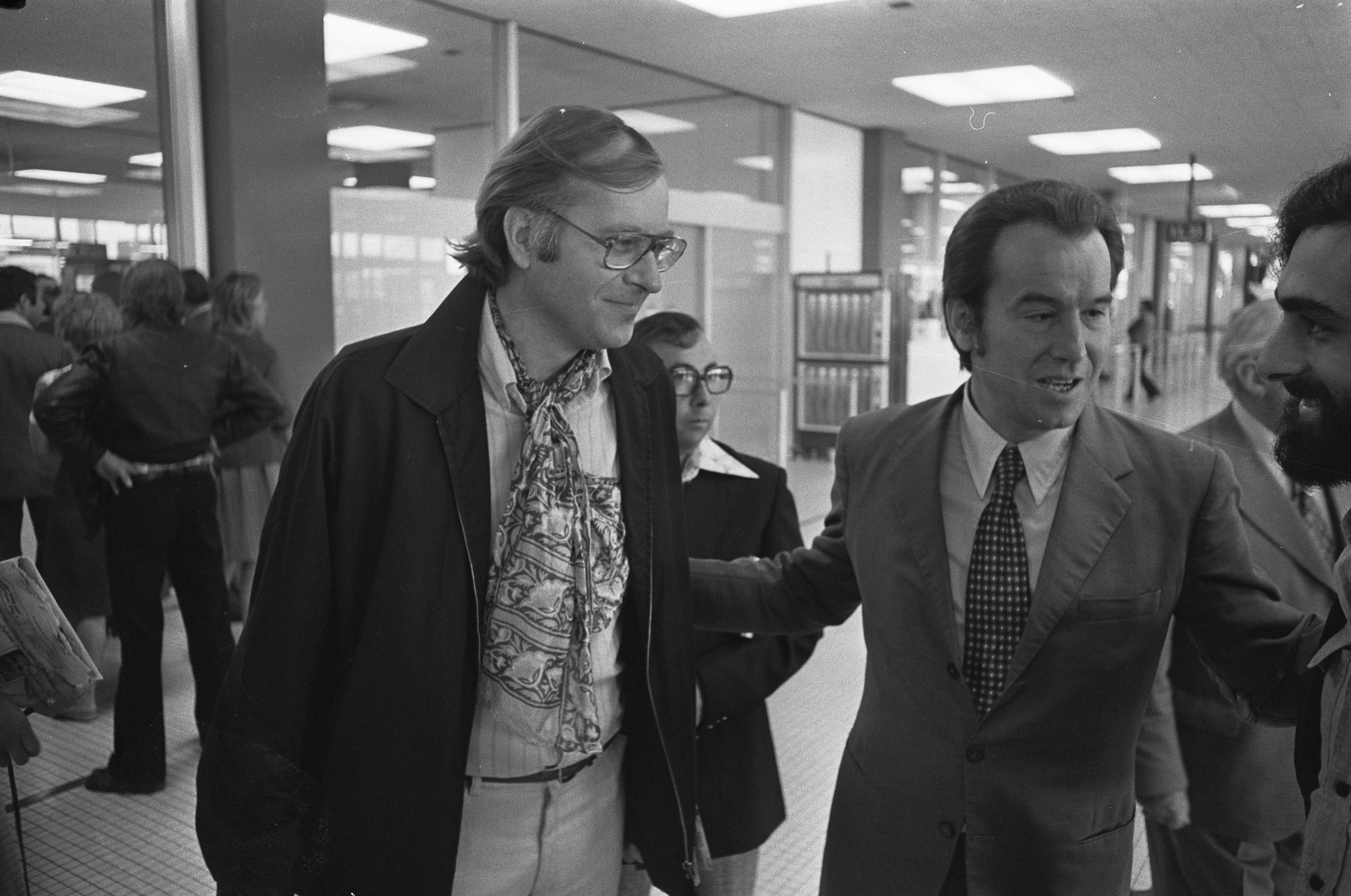
Sule en Ámsterdam, junto al teólogo neerlandés Huub Oosterhuis (1975).

Tras el golpe de Estado fue llevado a la Escuela Militar donde permaneció incomunicado durante 70 días y luego hecho prisionero político en el Campo de Concentración de Isla Dawson junto a otros simpatizantes de la Unidad Popular (UP). En julio de 1974 fue puesto en libertad. Reinició sus actividades políticas y nuevamente fue detenido e incomunicado en "Cuatro Álamos", "Tres Álamos", "Ritoque", "Puchuncaví" y la Cárcel de Santiago. Finalmente fue expulsado del país el 13 de febrero de 1975.
El 3 de julio de 1975, la dictadura militar del general Augusto Pinochet canceló su nacionalidad chilena, tras el acuerdo del Consejo de Ministros, por sus "actuaciones en el extranjero que atentaban, gravemente contra los intereses esenciales del Estado".
Vivió en el exilio, pasando por países como Venezuela, México y Uruguay; en este último obtuvo la «Gran Nacionalidad Uruguaya», por unanimidad del Congreso (por servicios prestados a la patria), distinción que hasta ese momento, sólo se le había otorgado al filósofo, poeta y humanista Andrés Bello. En 1976 asumió la vicepresidencia de la Internacional Socialista (IS), siendo el primer latinoamericano elegido en este cargo. Le imprimió al movimiento un sello latinoamericano y tercermundista. También fue vicepresidente del Comité de la Internacional Socialista para América Latina y El Caribe; de la Conferencia Permanente de Partidos Políticos de América Latina (COPPPAL); y de la Asociación Latinoamericana de Derechos Humanos (ALDHU).

### Segundo periodo como senador (1989-1998)
Con el retorno la democracia, volvió a Chile. En 1989 se presentó como candidato independiente a senador —dentro del pacto de la Concertación de Partidos por la Democracia— en las elecciones parlamentarias de ese año y resultó elegido por la Novena Circunscripción Senatorial de la Región de O'Higgins, para el período 1990-1998. Fue senador reemplazante en la Comisión Permanente de Relaciones Exteriores y en la de Obras Públicas. Integró la Comisión Permanente de Minería; la de Agricultura, que presidió; y la de Constitución, Legislación, Justicia y Reglamento. Fue además, miembro de la Comisión Binacional Parlamentaria Chile-Argentina; y presidente de la Comisión Binacional Parlamentaria Chile-México.
Paralelamente fue miembro del Consejo Nacional para el Control de Estupefacientes (Conace), dependiente del Ministerio del Interior. Ingresó al Partido Radical nuevamente el 15 de octubre de 1990. El 15 de agosto de 1992 el Comité Ejecutivo Nacional (CEN) del PR lo proclamó por unanimidad candidato a la presidencia de la República para la elección de 1993, pero declinó esta opción, dejando libre el cupo a Eduardo Frei Ruiz-Tagle.
En 1995, tras el gran fracaso de los radicales en las elecciones, fue nombrado presidente del Partido Radical Socialdemócrata (PRSD) y encabezó el grupo responsable de las conversaciones y de la reestructuración de este conglomerado, siendo reelegido en 1997. En las elecciones parlamentarias de ese mismo año fue candidato a la reelección senatorial, no obstante obtener la segunda mayoría con 76.091 votos, correspondientes al 22,99% del total de los sufragios, fue derrotado por Rafael Moreno Rojas (PDC) y Andrés Chadwick Piñera (UDI).

### Últimos años (1998-2002)
En las elecciones parlamentarias de 2001, presentó nuevamente una candidatura senatorial por la 18.ª Circunscripción, Región de Aysén, en representación del Partido Radical Socialdemócrata, por el periodo 2002-2010. Obtuvo, 9.468 votos, equivalentes al 25,25% de los sufragios válidos, sin resultar electo.
Falleció en Santiago, el 7 de junio de 2002, a la edad de 68 años, debido a que padecía un cáncer cerebral. Póstumamente recuperó la nacionalidad chilena, de la que había sido privado por Decreto Supremo 883 del Ministerio del Interior, publicado en el Diario Oficial.[cita requerida]
En julio de 2002, el Comité de la Internacional Socialista para América Latina y el Caribe, SICLAC, le rindió un homenaje póstumo en Caracas, Venezuela.

## Historial electoral

### Elecciones parlamentarias de 1969
- Elecciones parlamentarias de 1969  Candidato a Senador por O'Higgins y Colchagua, período 1969-1977[7]

| Candidato                         | Partido | Votos  | %     | Resultado |
| --------------------------------- | ------- | ------ | ----- | --------- |
| Armando Jaramillo Lyon            | PN      | 12 479 | 10,2  |           |
| Víctor García Garzena             | PN      | 14 031 | 11,47 | Senador   |
| Carlos Rosales Gutiérrez          | PCCh    | 16 323 | 13,35 |           |
| Juan Reyes Reyes                  | USOPO   | 1383   | 1,13  |           |
| Hermes Ahumada Pacheco            | PR      | 8588   | 7,02  |           |
| Anselmo Sule Cándia               | PR      | 10 238 | 8,37  | Senador   |
| María Elena Carrera Villavicencio | PS      | 20 587 | 16,83 | Senadora  |
| Julio Stuardo González            | PS      | 1068   | 0,87  |           |
| Ricardo Valenzuela Sáez           | DC      | 16 817 | 13,75 | Senador   |
| José Isla Hevia                   | DC      | 12 151 | 9,93  | Senador   |
| Ernestina Zúñiga Verdugo          | DC      | 484    | 0,4   |           |
| Fernando Cancino Téllez           | DC      | 8162   | 6,67  |           |

### Elecciones parlamentarias de 1989
- Elecciones parlamentarias de 1989, candidato a senador por la Circunscripción 9, (Región de O´Higgins)[8]

| Candidato                   | Pacto                          | Partido | Votos   | %     | Resultado |
| --------------------------- | ------------------------------ | ------- | ------- | ----- | --------- |
| Nicolás Díaz Sánchez        | Concertación por la Democracia | PDC     | 106 182 | 29,68 | Senador   |
| Anselmo Sule Candia         | Concertación por la Democracia | ILA     | 105 728 | 29,55 | Senador   |
| Alfonso Orueta Ansoleaga    | Democracia y Progreso          | RN      | 62 768  | 17,54 |           |
| Manuel Valdés Valdés        | Democracia y Progreso          | ILB     | 35 764  | 10,00 |           |
| Rafael Cumsille Zapapa      | Alianza de Centro              | ILD     | 24 952  | 6,97  |           |
| Domingo Durán Neumann       | Alianza de Centro              | DR      | 15 200  | 4,25  |           |
| Ricardo Hernán Bustos Gómez | Liberal-Socialista Chileno     | PL      | 7216    | 2,02  |           |

### Elecciones parlamentarias de 1997
- Elecciones parlamentarias de 1997, candidato a senador por la Circunscripción 9, (Región de O´Higgins)[9]

| Candidato                  | Pacto                          | Partido | Votos  | %     | Resultado |
| -------------------------- | ------------------------------ | ------- | ------ | ----- | --------- |
| Rafael Moreno Rojas        | Concertación por la Democracia | DC      | 82 789 | 25,01 | Senador   |
| Anselmo Sule Candia        | Concertación por la Democracia | PRSD    | 76 091 | 22,99 |           |
| Andrés Chadwick Piñera     | Unión Por Chile                | UDI     | 68 167 | 20,59 | Senador   |
| Mónica Madariaga Gutiérrez | Chile 2000                     | ILE     | 55 112 | 16,65 |           |
| Carlos Poblete Ávila       | La Izquierda                   | ILC     | 20 390 | 6,16  |           |
| Pablo Baraona Urzúa        | Unión Por Chile                | ILB     | 17 687 | 5,34  |           |
| Darío Poblete Morales      | Humanista                      | PH      | 5295   | 1,60  |           |
| Joaquín Arduengo Naredo    | Humanista                      | PH      | 3390   | 1,02  |           |
| Carlos Arroyo Hodges       | Chile 2000                     | UCCP    | 2072   | 0,63  |           |

### Elecciones parlamentarias de 2001
- Elecciones parlamentarias de 2001, candidato a senador por la Cicunscripción 18, (Región Aysén del General Carlos Ibáñez del Campo)[10]

| Candidato              | Pacto                                      | Partido | Votos  | %     | Resultado |
| ---------------------- | ------------------------------------------ | ------- | ------ | ----- | --------- |
| Antonio Horvath Kiss   | Alianza por Chile                          | ILC     | 13 096 | 34,93 | Senador   |
| Adolfo Zaldívar Larrín | Concertación de Partidos por la Democracia | PDC     | 11 302 | 30,15 | Senador   |
| Anselmo Sule Candia    | Concertación de Partidos por la Democracia | PRSD    | 9468   | 25,25 |           |
| Orlando Baesler Heger  | Independientes (Fuera de Pacto)            | IND     | 2527   | 6,74  |           |
| Armando Coloma Herrera | Partido Comunista                          | PC      | 1099   | 2,93  |           |